# Metamorfismo di contatto

L'aureola di contatto dove le rocce vengono "scottate" dal calore del magma.

Il metamorfismo di contatto (detto anche metamorfismo termico benché non sia l'unico generato dal solo calore) è un particolare tipo di metamorfismo che avviene attorno a un magma che, risalendo da zone profonde di crosta e mantello, intrude e staziona in zone meno profonde della crosta. Il magma, che si trova a temperatura più alta rispetto alle rocce incassanti, inizia a cedere calore innescando quindi reazioni di metamorfismo. Intorno ai plutoni si ha quindi una zona che ha subito metamorfismo e che prende il nome di aureola di contatto. Il grado di metamorfismo non è costante in tutta l'aureola ma diminuisce concentricamente dalla zona di contatto con il magma verso la zona più esterna.

## Forma dell'aureola
L'estensione e il grado di metamorfismo raggiunto nell'aureola dipende da alcuni fattori:
- Temperatura, magmi basaltici forniranno temperature nell'ordine dei 1200 °C, magmi acidi daranno invece temperature nell'ordine dei 700 °C.
- Profondità, intrusioni a maggiore profondità tenderanno a mantenere più a lungo la temperatura iniziale.
- Presenza di fluidi, la presenza di fasi fluide nel sistema facilita lo scambio di calore e influenza il metamorfismo.
- Grado di fratturazione delle rocce incassanti, facilitano la circolazione dei fluidi e, quindi lo scambio di calore e le dimensioni dell'aureola.

Tenendo conto di questi fattori si può quindi vedere come in presenza di intrusioni acide (ricchi in fluidi) avremo, tendenzialmente, aureole con grandi spessori e temperature relativamente basse, mentre in caso di intrusioni basiche avremo aureole con spessori ridotti ma elevate temperature iniziali. Nel caso di intrusione di magma saturato in acqua si ha la formazione di moti convettivi nei fluidi delle rocce incassanti, che sono in grado di portare il calore a distanze nell'ordine della decina di chilometri.

## Suddivisioni
Il metamorfismo di contatto si può suddividere in tre gruppi, che ricalcano la temperatura raggiunta dal sistema:
1. facies delle cornubianiti ad albite ed epidoto
2. facies delle cornubianiti ad orneblenda
3. facies delle cornubianiti a cordierite e feldspato potassico

### Facies delle cornubianiti ad albite ed epidoto
Questa è la facies di più bassa temperatura ed è caratterizzata dal fatto che il plagioclasio è di tipo albitico, dato che il calcio non può entrare nel reticolo cristallino, e che gli eccessi di calcio vengono cristallizzati nell'epidoto. I limiti di temperatura di questa facies vanno da 300-350 °C fino a 500-520 °C

### Facies delle cornubianiti ad orneblenda
Questa facies è caratterizzata dalla stabilità dell'orneblenda e dalla comparsa di cordierite. Il calcio inoltre può ora entrare nel reticolo del pirosseno grazie alla reazione:
- Albite + Epidoto → Plagioclasio

Il limite superiore di questa facies è dato dalla temperatura di reazione della muscovite e del quarzo che è stimata a 580-600 °C.

### Facies delle cornubianiti a cordierite e feldspato potassico
Questa facies è caratterizzata dalla formazione del feldspato potassico ad opera della reazione:
- Muscovite + Quarzo → Feldspato potassico + Andalusite